# Massimo Cavaliere
Massimo Cavaliere (né le 21 novembre 1962 à Naples) est un sabreur italien.

## Biographie
Massimo Cavaliere est médaillé de bronze par équipe en 1988 à Séoul (avec Marco Marin, Gianfranco Dalla Barba, Giovanni Scalzo et Ferdinando Meglio).